# Polo op de Olympische Zomerspelen 1900

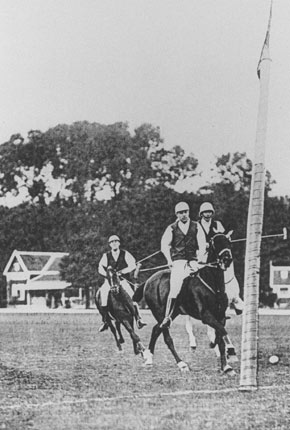
Polo op de Olympische Zomerspelen 1900

Polo is een van de sporten die beoefend werden tijdens de Olympische Zomerspelen 1900 in Parijs.
Er namen vijf teams deel, de meeste van deze teams waren van gemengde nationaliteit, waarbij bij drie teams Britten deelnamen.
Er werd een knock-outtoernooi gehouden, waarbij er geen play-off was voor de derde plaats.

## Uitslagen

### Kwartfinales
| 28 mei | Foxhunters Hurlingham GBR/ USA | - | Compiègne Polo Club FRA | 10 - 0 |

### Halve finales
| 31 mei | Foxhunters Hurlingham GBR/ USA | - | Bagatelle Polo Club de Paris FRA/ GBR | 6 - 4 |
| 31 mei | BLO Polo Club Rugby GBR/ USA   | - | Mexico MEX                            | 8 - 0 |

### Finale
| 2 juni | Foxhunters Hurlingham GBR/ USA | - | BLO Polo Club Rugby GBR/ USA | 3 - 1 |

## Eindrangschikking
| rang   | sporters | land        |
| ------ | --- | ----------- |
| Goud   | Foxhunters Hurlingham John Beresford Denis St. George Daly Foxhall Parker Keene Frank Mackey Alfred Rawlinson                  | GBR USA GBR |
| Zilver | BLO Polo Club Rugby Walter Buckmaster Frederick Freake José de Madre Walter McCreery                                           | GBR USA     |
| Brons  | Bagatelle Polo Club de Paris Robert Fournier-Sarlovèze Frederick Agnew Gill Maurice Raoul-Duval Edouard Alphonse de Rothschild | FRA GBR FRA |
| Brons  | Eustaquio de Escandón y Barrón Manuel de Villavieja Escandón y Barrón Pablo de Escandón y Barrón Guillermo Hayden Wright       | MEX         |
| 5      | Compiègne Polo Club Armand de La Rochefoucauld, duc de Bisaccia Jean Boussod A. Fauquet-Lemaître Maurice Raoul-Duval           | FRA         |

Parijs 1900 · 
Londen 1908 · 
Antwerpen 1920 · 
Parijs 1924 · 
Berlijn 1936
Olympische medaillewinnaars
Atletiek · Boogschieten · Cricket · Croquet · Golf · Paardensport · Pelota · Polo · Roeien · Rugby · Schermen · Schietsport · Tennis · Touwtrekken · Turnen · Voetbal · Waterpolo · Wielersport · Zeilen · Zwemmen